# Spherillo panningi
Spherillo panningi là một loài chân đều trong họ Armadillidae. Loài này được Arcangeli miêu tả khoa học năm 1934.